# Cole Bay Indian Reserve 3
Cole Bay Indian Reserve 3 (franska: Réserve indienne Cole Bay 3) är ett reservat i Kanada.   Det ligger i provinsen British Columbia, i den södra delen av landet, 3 600 km väster om huvudstaden Ottawa.
I omgivningarna runt Cole Bay Indian Reserve 3 växer i huvudsak barrskog. Runt Cole Bay Indian Reserve 3 är det tätbefolkat, med 570 invånare per kvadratkilometer.